# Loujiadian (sockenhuvudort i Kina, Liaoning Sheng, lat 42,06, long 120,67)
Loujiadian (kinesiska: 娄家店, 娄家店乡) är en sockenhuvudort i Kina. Den ligger i provinsen Liaoning, i den nordöstra delen av landet, omkring 230 kilometer väster om provinshuvudstaden Shenyang. Antalet invånare är 13 086. Befolkningen består av 6 355 kvinnor och 6 731 män. Barn under 15 år utgör 15,0 %, vuxna 15-64 år 74 %, och äldre över 65 år 9,0 %.
Runt Loujiadian är det ganska tätbefolkat, med 116 invånare per kvadratkilometer. Loujiadian är det största samhället i trakten. Trakten runt Loujiadian består i huvudsak av gräsmarker.
Genomsnittlig årsnederbörd är 691 millimeter. Den regnigaste månaden är juli, med i genomsnitt 161 mm nederbörd, och den torraste är januari, med 2 mm nederbörd.